# Луцкевич, Юрий Антонович
Ю́рий Анто́нович Луцке́вич (бел. Юрый Антонавіч Луцкевіч; 22 октября 1920, Вильнюс — 12 августа 1992, там же) — белорусский коллаборационист, офицер батальона абвера «Дальвитц» и деятель Белорусской независимой партии.

## Биография
Сын белорусского политического деятеля Антона Ивановича Луцкевича, брат Льва Луцкевича. Крещён по кальвинистскому обряду. Окончил Виленскую белорусскую гимназию и Виленское техническое училище. В конце 1930-х годов учился в Варшавской политехнике и поступил в польскую офицерскую школу. В сентябре 1939 года попал в немецкий плен, откуда позже был освобождён. Работал позже электромонтёром в Вильнюсе, проживал в доме 2 по улице Пивной.
Во время оккупации немцами БССР был директором белорусской семилетней школы в Радошковичах и преподавал в Барановичах математику. Сблизился с белорусскими прогитлеровскими националистическими организациями, вошёл в Белорусскую независимую партию. В 1944 году вступил в Белорусскую краевую оборону, после взятия Минска советскими войсками эвакуировался и продолжил службу в десантном батальоне «Дальвитц», работал преподавателем в разведывательно-диверсионной школе. Весной 1945 года Луцкевич с Всеволодом Родзько бежал из Чехии в Польшу, где планировал организовать антисоветское движение в Польше и БССР. В конце 1945 года арестован в Варшаве и был выдан СССР. За сотрудничество с немецко-фашистскими захватчиками 22 мая 1946 года приговорён к 25 годам лишения свободы, наказание отбывал на Колыме.
Луцкевич был освобождён 14 августа 1956 года, после освобождения вернулся в БССР в 1957 году, а вскоре уехал в Вильнюс. Сам Юрий работал в системе Министерства строительства Литовской ССР в электромонтажном тресте, де-юре — электротехник 6-го разряда. Несмотря на то, что с него сняли судимость, реабилитирован он не был. Во время отбывания наказания Юрий Луцкевич познакомился со своей будущей супругой Ниной Злыгостевой, которая переехала в 1967 году в Вильнюс. Юрий Луцкевич стал приёмным отцом для сына Нины от первого брака Сергея. В браке родились:
- дочь Алеся (5 февраля 1969 года), дипломированный дефектолог. Она замужем за художником Алесем Покладом, в 1998 году родился сын Иван.
- сын Иван (8 марта 1974 года), джазовый музыкант. Супруга — уроженка Гомеля Ольга, в 2010 году родился сын Михаил, в 2012 — сын Юрий. С 2008 по 2013 годы проживал в Израиле, в 2013 году вернулся в Вильнюс с семьёй[3].